# The Daughter Also Rises
The Daughter Also Rises, titulado La hija también se ilusiona en Hispanoamérica y La hija también despierta en España, es el decimotercer episodio de la vigesimotercera temporada de la serie de animación Los Simpson. Se emitió el 12 de febrero de 2012 en Estados Unidos a través de la cadena Fox. El episodio es una parodia al programa MythBusters en el que Bart y Milhouse están inspirados en un programa llamado MythCrackers para desacreditar algunas leyendas urbanas del patio de la escuela. Los anfitriones de MythBusters, Adam Savage y Jamie Hyneman, fueron las estrellas invitadas en el episodio, interpretándose a ellos mismos, mientras que el actor Michael Cera finge ser el nuevo interés romántico de Lisa, Nick. «The Daughter Also Rises» recibió una temporada baja de 2.0 en la clasificación de Nielsen dentro de la franja demográfica de 18 a 49, y 4,26 millones de personas vieron el episodio. La respuesta de los críticos fue mixta llegando a lo negativo.

## Sinopsis
Lisa se enamora de Nick, un romántico intelectual obsesionado con Ernest Hemingway, y comienza un romance secreto con él. Mientras tanto, Bart y Milhouse se inspiran en el programa MythCrackers para desacreditar algunas leyendas urbanas del patio de la escuela. 

## Producción

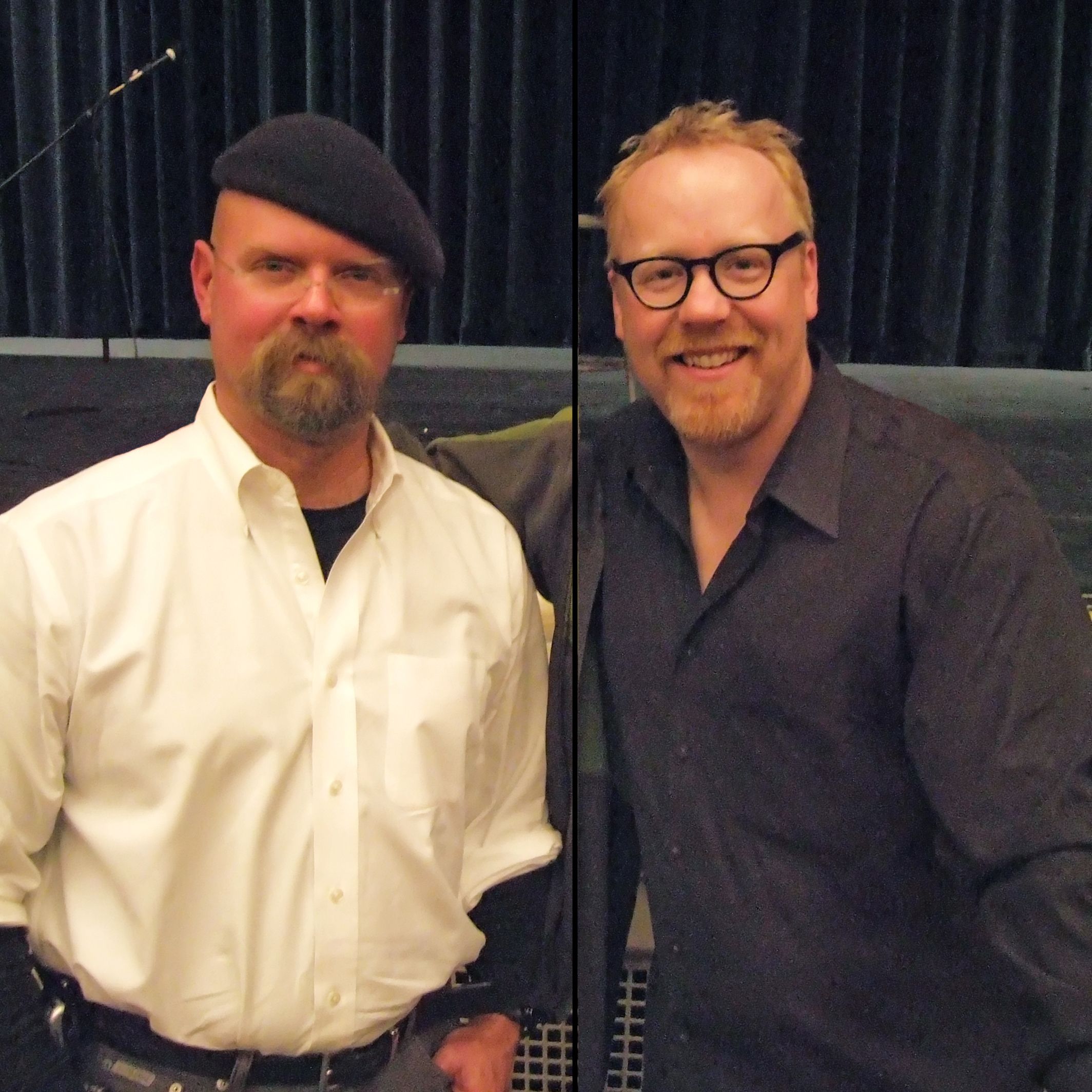
Los anfitriones de MythBusters, Jamie Hyneman (izquierda) y Adam Savage (derecha), fueron las estrellas invitadas en el episodio.

El episodio fue escrito por Rob LaZebnik. Es una parodia al programa de Discovery Channel MythBusters en el que los anfitriones y expertos en efectos especiales Adam Savage y Jamie Hyneman prueban la validez de los diferentes mitos. Both Savage y Hyneman fueron las estrellas invitadas en el episodio como ellos mismos, los anfitriones del programa MythCrackers en el que Bart y Milhouse miran. El actor canadiense Michael Cera fue la estrella invitada en el episodio como la voz de Nick. La obertura de Franz von Suppé «Caballería ligera» aparece en el episodio, y de acuerdo con el editor musical de Los Simpson, Chris Ledesma «llegué a pasar la tarde editando y elegí solo las barras adecuadas para utilizarlo en el montaje, por lo que las partes que Al Jean [productor ejecutivo] quiso oír en las tomas al mismo tiempo y en el tempo correcto y 'golpear' los momentos adecuados».

## Lanzamiento
El episodio se emitió originalmente en la cadena Fox en Estados Unidos el 12 de febrero de 2012. 4 260 000 personas vieron el episodio durante esta emisión y recibió una cuota de pantalla de 2.0 dentro de la franja demográfica de 18 a 49 años y una cuota del cinco por ciento. La clasificación registró un descenso del diecisiete por ciento desde el episodio anterior, emitido hace dos semanas, haciendo de este el episodio con más baja calificación hasta el momento de la temporada. Sin embargo, Los Simpson enfrentó una fuerte competencia a la alta calificación de los premios Grammy 2012, que aumentó su calificación con un cuarenta por ciento desde los premios del año pasado como consecuencia del fallecimiento de Whitney Houston el 11 de febrero. «The Daughter Also Rises» se convirtió en el segundo programa más visto dentro del grupo de Fox Animation Domination para la noche de la demográfica de 18 a 49, siendo más visto que los nuevos episodios de Napoleon Dynamite, American Dad, y The Cleveland Show, pero menos visto que el nuevo episodio de Padre de familia.

## Recepción
Desde su emisión, «The Daughter Also Rises» recibió críticas mixtas a lo negativo. Hayden Childs de The A.V. Club llamó al episodio «mediocre» y «deslucido», criticando la falta de humor. También escribió que «el peor delito del episodio parece ser un caso de la estrella invitada meneando al perro, con el programa que trabaja tan duro para hacer el interés romántico de Lisa, con un tipo como Michael Cera que se olvida de entregar mucho por hacer en la forma de actuar o la comedia».